# Boys & Girls (大江千里のアルバム)
『Boys & Girls』（ボーイズ・アンド・ガールズ）は、大江千里の通算23作目のアルバム。2018年9月5日にソニー・ミュージックダイレクトより発売された。

## 解説
2012年9月6日にアルバム『boys mature slow』でジャズ・デビューして以来、5作目となるアルバム。
初回生産限定盤と通常盤の2形態で発売された。
デビュー35周年を記念した作品で、過去に大江が発表した「Rain」、「格好悪いふられ方」をはじめとしたポップス時代の代表曲をピアノでセルフカバーした作品。
アルバム用に書き下ろされた新曲2曲も収録。
アルバム・タイトルは1984年に発表した「BOYS & GIRLS」より。
本作に収録されたセルフカバーの7曲は多くの楽曲をリアレンジした中から選ばれており、収録候補には「10 years」「太陽がいっぱい」「プールサイド」「帰郷」「Bed Time Stories」「夏の決心」「真冬のランドリエ」「GLORY DAYS」などが存在していた。
初回生産限定盤のみ付属ボーナス・ディスクには、収録曲のオリジナル・バージョンが2018年最新リマスターで収録。
2018年7月14日、本作の予約記念イベントが行われ、「十人十色」「格好悪いふられ方」「Rain」が演奏された。
2018年9月17日付のオリコンアルバムウィークリーランキング・ジャズ・クラシック他ジャンルで1位を獲得。

## 収録曲

### Disc 1
全作曲：大江千里
1. Rain Rain（3:37）
原曲は7thアルバム『1234』収録曲。
2. ワラビーぬぎすてて Wallabee Shoes（2:34）
原曲は1stシングル。
3. 格好悪いふられ方 Never See You Again（3:17）
原曲は23rdシングル。
4. Flowers Flowers（3:53）
新曲。
5. 十人十色 10 People, 10 Colors（2:24）
原曲は6thシングル。
6. BOYS & GIRLS Boys & Girls（3:17）
原曲は4thシングル。
7. A Serene Sky A Serene Sky（3:16）
新曲。
8. YOU You（3:07）
原曲は12thシングル。
9. ありがとう Arigato（4:15）
原曲は25thシングル。

### Disc 2（初回生産限定盤ボーナス・ディスク）
全作詞・作曲：大江千里
1. Rain（4:47）
編曲：大村雅朗
2. ワラビーぬぎすてて（3:02）
編曲：大村憲司
3. 格好悪いふられ方（3:56）
編曲：大村雅朗
4. 十人十色（3:30）
編曲：清水信之
5. BOYS & GIRLS（4:31）
編曲：大村憲司
6. YOU（3:23）
編曲：大村雅朗
7. ありがとう（4:49）
編曲：大村雅朗